# Edward Mahama
Edward Nasigre Mahama (* 15. April 1945 in Sumniboma, Ghana) ist ein Arzt für Geburtshilfe und Gynäkologie, Dozent und führender Oppositionspolitiker Ghanas.

## Ausbildung
Mahama besuchte zwischen 1953 und 1959 die Nalerigu Primary School und Nalerigu Middle School. Im Anschluss daran besuchte er zwischen 1961 und 1965 die Tamale Secondary School in Tamale. Mahama besuchte dann die Universität von Ghana in Legon, einem Stadtteil von Accra zwischen 1965 und 1972. Hier erwarb er den MB und Ch B Abschluss in Humanmedizin.

## Karriere
Mahama ist einer der führenden Ärzte Ghanas. Zwischen 1978 und 1990 war Dr. Mahama Mitglied der Gesundheitsvereinigung (Board of Health) für die Bereiche Geburtshilfe und Gynäkologie der Stadt Chicago, USA sowie klinischer Ausbilder für Geburtshilfe und Gynäkologie der Northwestern University. Zwischen 1974 und 1976 war er leitender Arzt der Gesundheitsvorsorge im Baptist Medical Centre in Nalerigu, Ghana. Im Columbus Hospital in Chicago war er zwischen 1977 und 1980 in der Abteilung für Geburtshilfe und Gynäkologie tätig und stieg zum Leitenden Arzt der Abteilung auf.
Zwischen 1985 und 1990 arbeitete er als Direktor der Vereinigung Leitender Mediziner (Superior Medical Associates). Lartey wurde im Jahr 1990 zum Lehrbeauftragten am Korle Bu Teaching Hospital in Accra.
Mahama ist ein Parteifreund des ehemaligen Präsidenten Hilla Limann, der bei den Wahlen 1996 auf eine erneute Kandidatur zugrunsten Mahamas verzichtete.
Bei der Präsidentschaftswahl 1996 kandidierte Mahama für die Partei People’s National Convention (PNC) und erhielt 3,0 Prozent der Stimmen. Überragend gewann Präsident Jerry Rawlings die Wahlen. Mahama versuchte es erneut aus der Opposition heraus bei der Präsidentschaftswahl 2000. Er errang 2,5 Prozent der Stimmen und unterlag damit deutlich dem späteren Präsidenten John Agyekum Kufuor. Eine Änderung der Strategie erfolgte bei der Präsidentschaftswahl 2004. Hier erreichte es Mahama, verschiedene kleinere Oppositionsparteien zur Großen Koalition (Grand Coalition) zusammenzuschließen (PNC), Every Ghanaian Living Everywhere (EGLE) sowie Great Consolidated Popular Party (GCPP). Mahama wurde als Präsidentschaftskandidat der Großen Koalition zu den Wahlen aufgestellt, errang jedoch lediglich 1,9 Prozent der Stimmen. Bei der Präsidentschaftswahl 2008 schließlich scheiterte er mit 0,8 % der Stimmen. Mahama ist amtierender Vorsitzender der PNC.
Mahama ist der Autor des 96-seitigen Buches The New Ghanaian, A Mandate for Change.

## Familie
Edward Mahama ist mit Comfort Mahama (* 24. November 1954), einer Pharmazeutin aus den Vereinigten Staaten von Amerika, verheiratet. Beide haben vier gemeinsame Kinder.